# Кармане Скоти
Кармане Ераидиномо Скоти  је науруанска политичарка која је била члан парламента за изборну јединицу Јарен од 2013. године. Била је министар у кабинету од 2013.  до 2019. 

## Биографија

### Преглед
Карманина каријеру је прошла кроз највише нивое јавног сектора, а кулминирала је када је постављена за сталног секретара сукцесивно у министарствима здравља, унутрашњих послова и правде.  Неуспешно се кандидовала за парламент на општим изборима 2010. године, а затим је изабрана за посланика у изборној јединици Јарен ( де факто престонице) на општим изборима у јуну 2013. године. Изборна јединица Јарен бира два посланика; Кармане је била први, испред доктора медицине, бившег министра и ветерана политичара Кирена Кекеа, који је задржао друго место. Други представник, Доминик Табуна, је тако поражен.  Пошто у Науруу нема политичких партија, Кармане седи као независни представник. Њен избор је ушао у историју: она је тек друга жена у историји Науруа која је изабрана у парламент, после Руби Тома (која је била посланик од 1986. до 1992. и од 1995. до 1997.). 

### Министар
Након избора у парламент, Кармане  је постављена да буде Министарка унутрашњих послова, образовања, омладине и управљања земљиштем у влади новоизабраног председника Барона Ваке. 

### Везе
Кармане Скоти је удата за рођака Лудвига Скотија, бившег председника Науруа и колеге посланика у парламенту 2013. 